# Florian Bock
Florian Bock (* 1982 in Düsseldorf) ist ein deutscher römisch-katholischer Theologe.

## Leben
Von 2003 bis 2008 studierte er katholische Theologie und Germanistik an der Ruhr-Universität Bochum. Nach der Promotion 2013 zum Dr. theol. in Bochum war er von 2018 bis 2022 Juniorprofessor für Kirchengeschichte des Mittelalters und der Neuzeit mit dem Schwerpunkt Kirchliche Zeitgeschichte und Geschichte des Bistums Essen an der Ruhr-Universität Bochum. Nach der Habilitation 2021 an der Universität Tübingen (venia legendi für Mittlere und Neuere Kirchengeschichte) ist er seit 2022 Universitätsprofessor für Kirchengeschichte des Mittelalters und der Neuzeit an der Ruhr-Universität Bochum.

## Veröffentlichungen (Auswahl)
- Der Fall „Publik“. Katholische Presse in der Bundesrepublik Deutschland um 1968. Paderborn 2015.
- Katholizismus und Medien in der Moderne. Eine historische Betrachtung. Köln 2015.
- mit Miriam Niekämper: Armut in der Christentumsgeschichte. Ausgewählte Schlaglichter. Köln 2022.
- Pastorale Strategien zwischen Konfessionalisierung und Aufklärung. Katholische Predigten und ihre implizite Hörer-/Leserschaft (circa 1670 bis 1800). Münster 2023.